# Remigia submundana
Remigia submundana là một loài bướm đêm trong họ Erebidae.